# Kontrapost

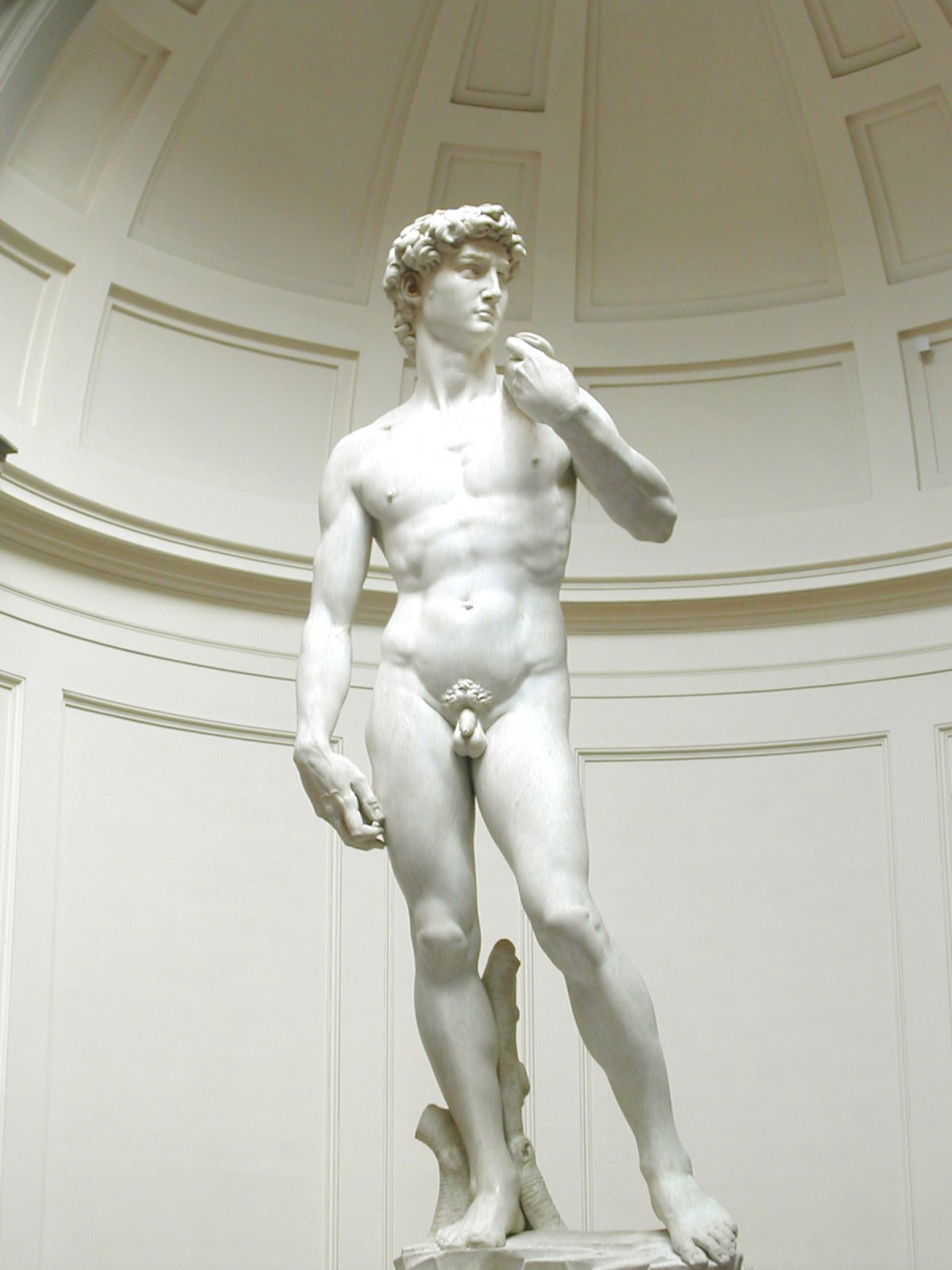
David (1501-1504), Florens som är ett klassiskt exempel på en kontrapost

Kontrapost (italienska contrapposto "motställning") är en term, främst inom konsten, som används för att beskriva en människokropps ställning, där överkroppen är vriden på samma axel som benen men på ett annat plan och där båda fötterna stödjer på samma plan. Kroppstyngden är lagd på ena benet, det så kallade stödbenet, medan det andra, så kallade svängbenet håller balansen och utgör bara ett lätt stöd mot planet som personen står på. Det bärande benet kan vara ställt endera framför eller bakom det fria. Kontrapost användes ofta i antikens skulptur och blev ånyo vanligt under renässansen.
Inom den klassiska grekiska skulpturen kom kontraposten att bli en mycket uppskattad pose som romarna senare tog upp i sin skulpturtradition. Då ställningar av denna art medför vackra och intressanta förskjutningar i hela kroppens och alla dess huvudpartiers, framför allt höfternas och skuldrornas läge, ha de med förkärlek använts inom konsten, Kontrapostoställningarna kunna varieras och göras till uttryck för alla sinnliga och själsliga karaktärer.

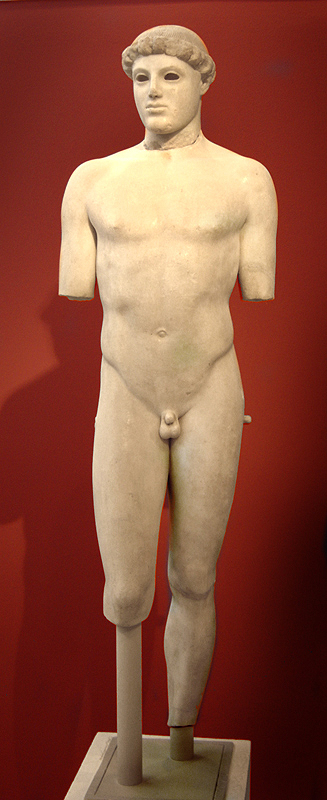
Kritiosynglingen

Det första kända exemplet på kontrapost inom skulpturen är den så kallade Kritiosynglingen från cirka 480 f.Kr. Det är det första kända exemplet på kontrapostanvändning i fristående skulptur. Det högra benet är lätt böjt i knäet, ynglingens kroppstyngd förs huvudsakligen över på det vänstra benet medan hans huvud är vridet lätt åt höger.